# 강동윤 (정치인)
강동윤(姜東潤, ? - )은 조선민주주의인민공화국의 정치인이다. 조선인민군 상장으로 당 중앙위원회 부부장 겸 중앙위원이다.

## 경력
1988년 3월 조선로동당 중앙위원회 후보위원에 선출되었으며, 1991년 12월 당 중앙위 위원이 되었다. 1992년 4월 인민군 상장으로 진급한 이후, 1994년 6월 108기계화군단장을 거쳐 1996년 10월 425기계화군단장에 임명되었다. 2007년 1월 당 중앙위 부부장에 올랐다. 2010년 9월, 조선로동당 중앙위원회 위원에 선임되었다.

## 최고인민회의 대의원
1990년 최고인민회의 제9기 대의원, 그리고 1998년 제10기 대의원에 선출되었다.

## 수훈
2000년 2월 ‘영웅’칭호와 함께 금별메달 및 국기훈장1급을 받았다.

## 기타
1994년 김일성, 1995년 오진우, 1997년 최광, 2011년 김정일 사망 당시에 국가장의위원회 위원을 맡았다.